# Brasilestes stardusti
Espèce
Brasilestes stardusti est la plus ancienne espèce de mammifères découverte au Brésil.

## Systématique
L'espèce Brasilestes stardusti a été décrite en 2018 par Mariela C. Castro (d), Francisco Javier Goin (d), Edgardo Ortiz-Jaureguizar (d), Emma Carolina Vieytes (d), Kaori Tsukui (d), Jahandar Ramezani (d), Alessandro Batezelli (d), Júlio C. A. Marsola (d) et Max Cardoso Langer (d).

## Description
Brasilestes stardusti est connue par un fragment de dent fossile datée d'entre  87 et 70 millions d'années, mis au jour sur le site de Buruti Farm dans l’État de São Paulo. Ce mammifère vivait donc au mésozoïque. La taille de la dent complète, estimée à 3,5 mm laisse penser que Brasilestes stardusti était de la taille d'un opossum, une cinquantaine de centimètres, soit bien plus grand que la plupart des autres mammifères contemporains. Selon ses découvreurs, il relèverait du clade des Tribosphenida, et en serait le seul représentant connu vivant au Crétacé dans la moitié sud de l'Amérique du Sud.

## Étymologie
La dent a été exhumée en décembre 2015. Ses découvreurs, les paléontologues Max Cardoso Langer, de l'université de São Paulo, et Mariela C. Castro, de l'université fédérale de Goiás, marqués le mois suivant par la mort du chanteur David Bowie, ont nommé l'espèce en référence à son personnage fictif, Ziggy Stardust.

## Publication originale
- (en) Mariela C. Castro, Francisco J. Goin, Edgardo Ortiz-Jaureguizar, E. Carolina Vieytes, Kaori Tsukui, Jahandar Ramezani, Alessandro Batezelli, Júlio C. A. Marsola et Max C. Langer, « A Late Cretaceous mammal from Brazil and the first radioisotopic age for the Bauru Group », Royal Society Open Science, Royal Society, vol. 5, no 5,‎ 30 mai 2018, p. 1-11 (ISSN 2054-5703, PMID 29892465, PMCID 5990825, DOI 10.1098/RSOS.180482, lire en ligne).